# St. Aegidii (Münster)

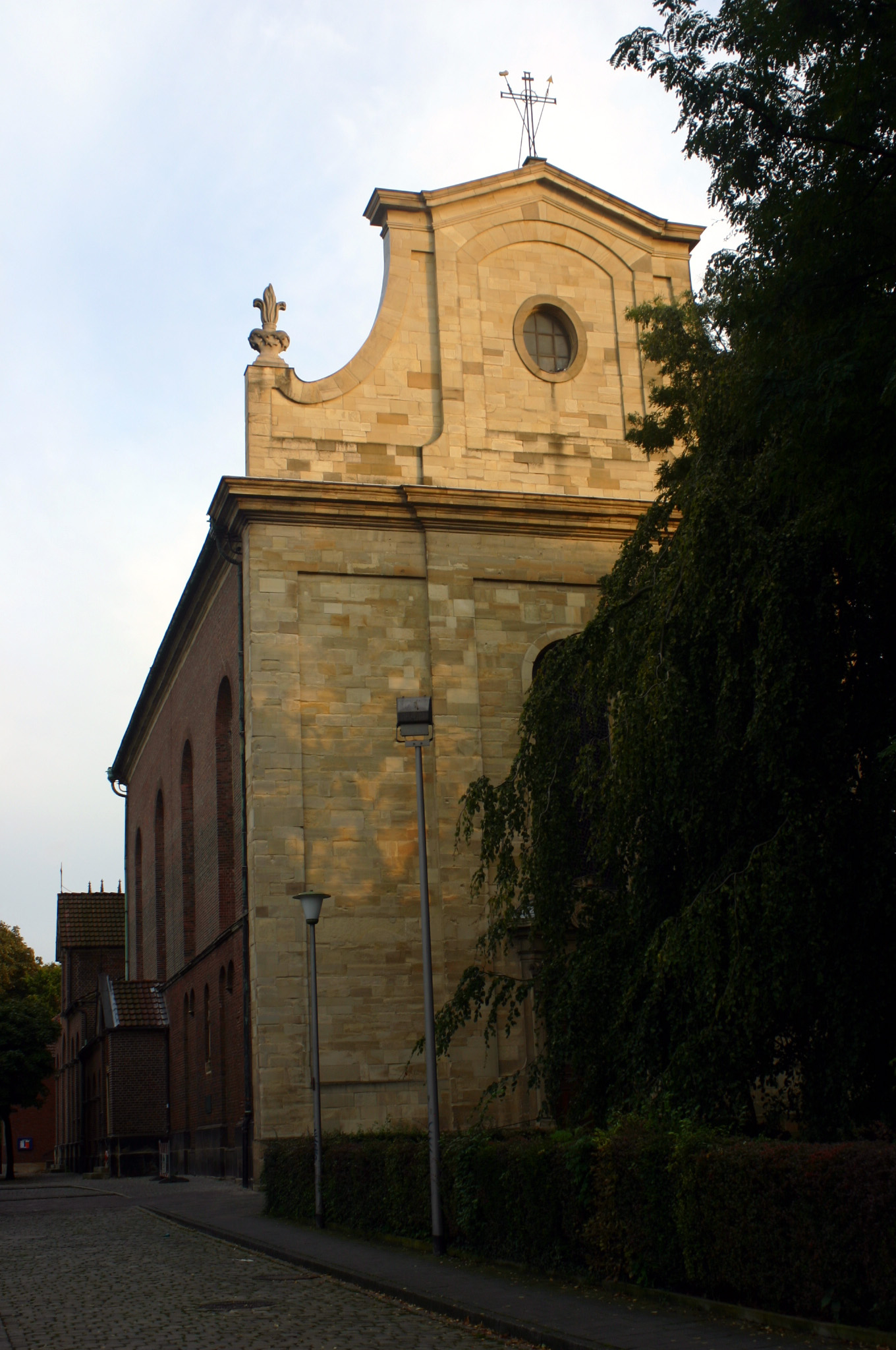
Westfassade von Schlauns Kapuzinerkirche, 1821 durch die Gemeinde St. Aegidii übernommen

St. Aegidii, meist Aegidiikirche genannt, ist eine römisch-katholische Kirche in der Altstadt von Münster. Ursprünglich Kapuzinerkirche, übernahm sie nach dem Abriss der alten Aegidii-Pfarrkirche deren Funktion und das Ägidius-Patrozinium. Die von Johann Conrad Schlaun in den Jahren 1724 bis 1728 erneuerte Klosterkirche hat die Bombardierungen von Münsters Innenstadt im Zweiten Weltkrieg relativ unbeschädigt überstanden.

## Geschichte

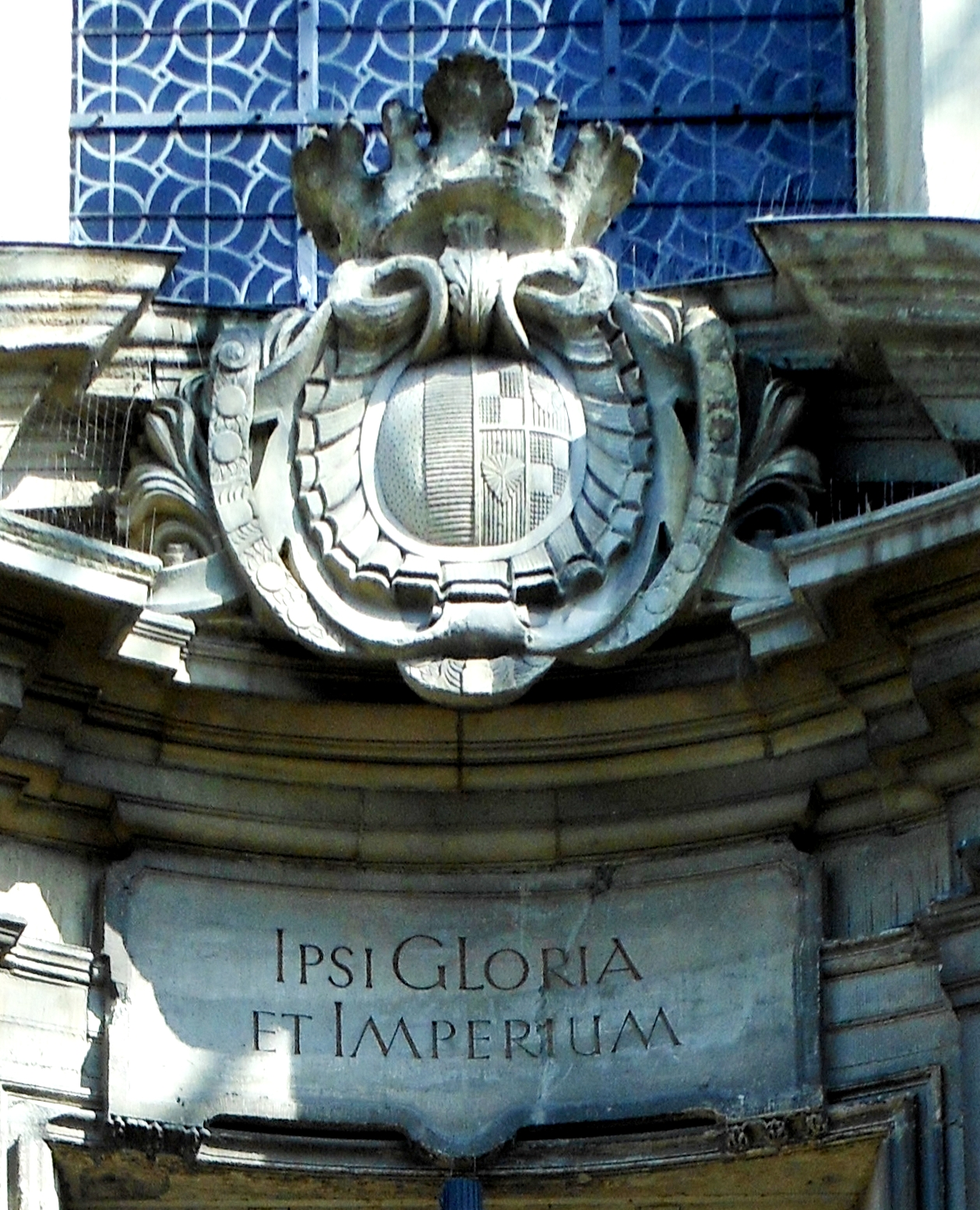
Stifterwappen des Portals

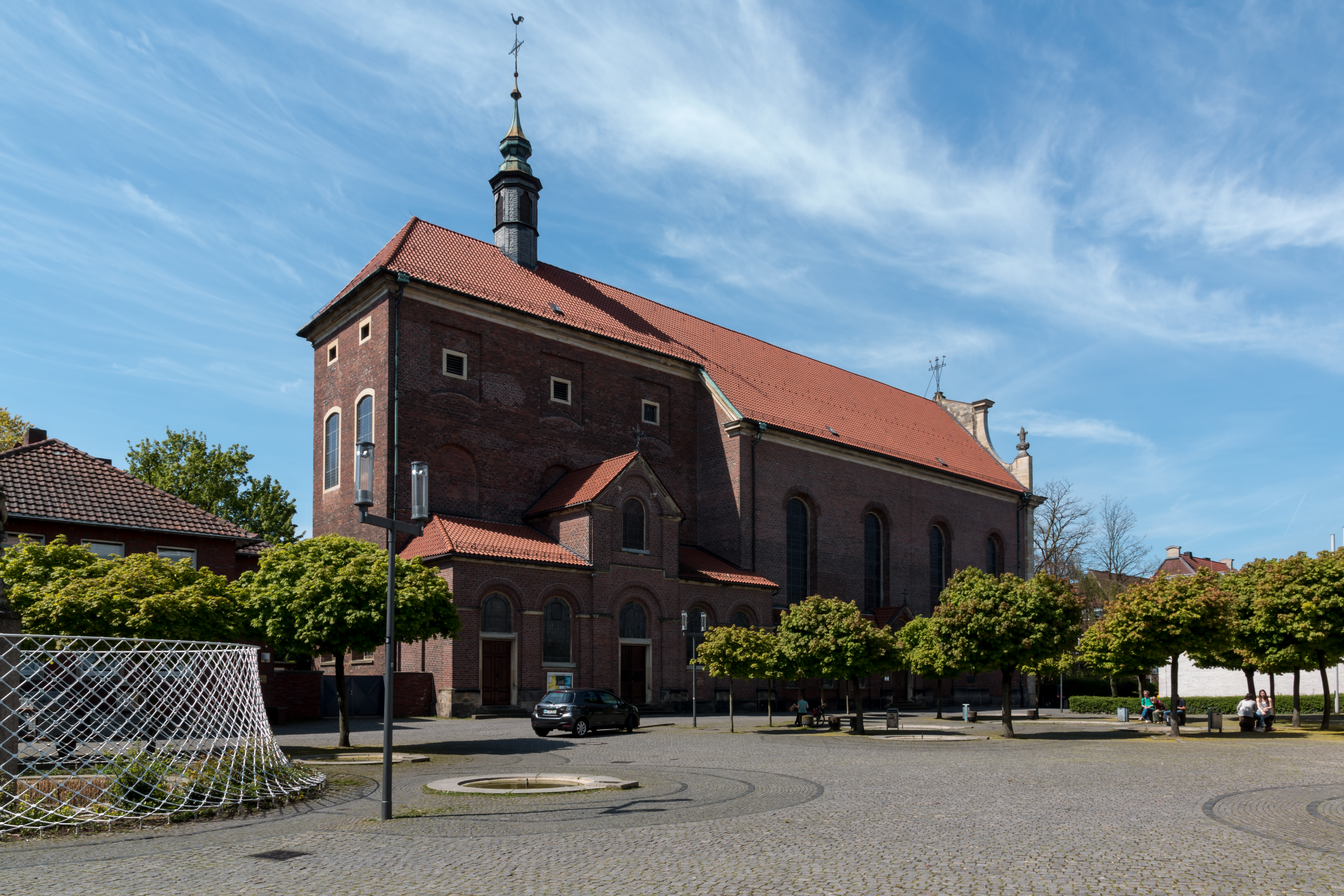
Seitenansicht mit Sakristei

Die Kapuziner ließen sich, von Flandern nach Norddeutschland kommend, 1611 in Münster nieder. Auf dem Grundstück an der Krummenstiege im Kirchspiel St. Aegidii, wo heute die St.-Aegidii-Kirche steht, errichteten sie ab dem 30. September 1619 ein Kloster und eine kleine Kirche mit dem Patrozinium der heiligen Maria und Anna. 1721 beauftragte Fürstbischofs Clemens August I. von Bayern den Münsteraner Landbaumeister Gottfried Laurenz Pictorius mit der Umbauplanung von Kloster und Kirche der Kapuziner, deren Fassade eine Säulenhalle vorgelegt wurde. Nach den Plänen von Pictorius wurde der Klosterbau ausgeführt, der Kirchenbau selbst aber ging auf Initiative von Ferdinand von Plettenberg, Erbmarschall des Hochstifts Münster, der auch den Kirchenbau finanzierte, an Schlaun über. Offensichtlich sollte St. Ägidien (wie bereits das von ihm gestiftete Kapuzinerkloster Wittem), das Hauskloster der Plettenbergs werden, die in unmittelbarer Nähe ihr Stadtpalais, den Nordkirchener Hof, besaßen. Die Bauarbeiten an der Kirche nach Plänen Schlauns begannen 1724, die Einweihung, zusätzlich zum bestehenden Mariapatrozinium auf das des heiligen Franziskus, konnte am 5. Dezember 1725 vollzogen werden, der östliche Klosterflügel wurde 1732 fertiggestellt.
Am 2. Dezember 1811 wurde das Kapuzinerkloster aufgelöst; französische Beamte konfiszierten Kassen, Archiv und Wertgegenstände. Die Gebäude samt Kirche wurden in der Folge militärisch genutzt. Die gesamte (Barock-)Ausstattung wurde dabei versteigert. Die Konventsgebäude wurden 1828 abgerissen. Als die Pfarrei St. Aegidii als Ersatz für ihr eingestürztes Gotteshaus die Kirche vom Fiskus übereignet bekam, war diese ohne jegliche Einrichtung. Aus Alt-St.-Aegidii konnten zwei Beichtstühle übernommen werden, ebenso erhielt man eine noch recht gute gebrauchte Orgel aus Kinderhaus (heute Stadtteil von Münster). Die Kanzel, das einzige originale Ausstattungsstück der Schlaunschen Kirche, gehört wieder dazu, weil der Ersteigerer dieses interessante Stück der Gemeinde schenkte. Der Innenraum war geweißelt. Zur Kaschierung der Abbruchspuren der ehedem an dieser Stelle befindlichen Klostergebäude wurde 1860 nach Plänen von Hilger Hertel dem Älteren die Sakristei in den einfachen Formen des Rundbogenstils angefügt. 1858–1860 erhielt die Kirche durch Edward von Steinle und Dominik Mosler eine einheitliche Ausstattung und Bemalung im Nazarenerstil. Im Zweiten Weltkrieg kaum beschädigt, wurden die Deckengemälde größtenteils danach übermalt, jedoch zum Pfarrjubiläum 1983 wieder freigelegt bzw. ergänzt.
Im Jahr 2000 fusionierte die Aegidiigemeinde mit St. Ludgeri, 2007 wurde sie mit dieser zusammen in die Innenstadtpfarrei St. Lamberti Münster inkorporiert. St. Aegidii ist seitdem Filialkirche. In der Kirche wird seit 1998 die heilige Messe in der außerordentlichen Form gefeiert (aktuell zweimal wöchentlich). Außerdem dient sie seit etlichen Jahren als Ort für die Gottesdienste der portugiesischen  muttersprachlichen Gemeinde.

## Architektur

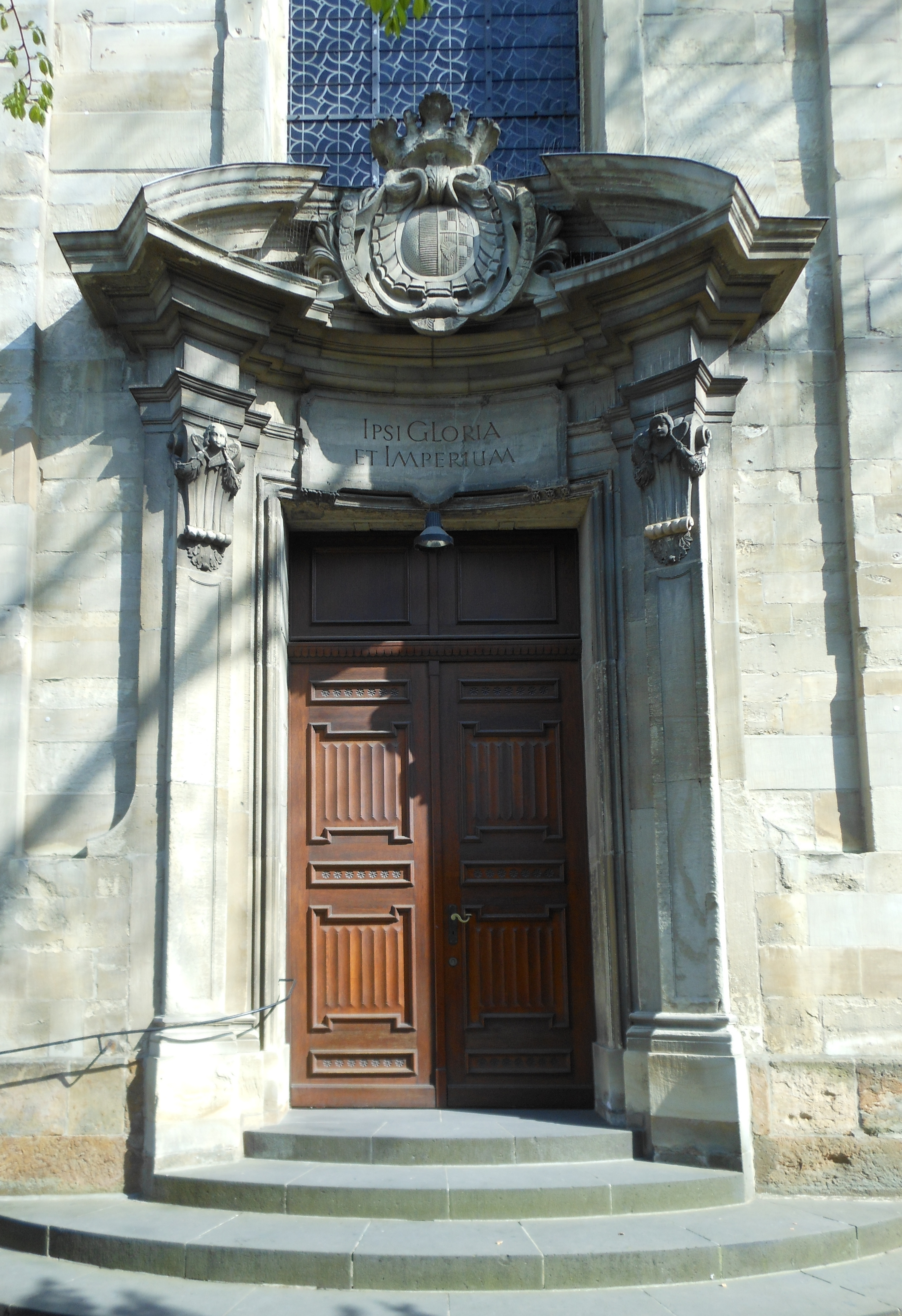
Portal

Die von Schlaun erbaute Ägidienkirche ist eine in Sichtziegelmauerwerk ausgeführte Saalkirche mit aufgesetztem Firstdachreiter. Eine größere architektonische Ausprägung erfuhr lediglich die in Baumberger Sandstein vorgesetzte Fassade, die sich gegenüber Schlauns erstem Kirchenbau desselben Ordens, der Kapuzinerkirche Brakel, durch ein entwickelteres Rahmensystem auszeichnet. Vor allem der Giebelaufsatz erfuhr nun gegenüber Brakel eine elegantere Ausformulierung. Als einziges Schmuckelement ist ein über konkavem Grundriss entwickeltes Portal eingesetzt, dessen gesprengter Segmentgiebel das Stifterwappen der Familie Plettenberg zeigt. „Es herrscht innen und außen ein kühler, geradezu dekorationsfeindlicher Klassizismus.“
Der Innenraum der Kirche ist als vierjochiger Saal mit eingezogenem Rechteck-Chor gestaltet, dem rückwärtig der Psallierchor angefügt ist. Die Umfassungsmauern sind als Reduktionsform einer Wandpfeilerkirche mit Wandbögen ausgestaltet, dem Pfeilervorlagen für die von kräftigen Gurtbögen akzentuierten Kreuzgratgewölbe zugeordnet sind.

## Ausstattung
Zur Ausstattung gehören der typisch neugotische Hochaltar, ein Chorgestühl zu beiden Seiten, zwei Seitenaltäre, bestehend aus je einer einfachen Ädikula mit Gemälde, links St. Ägidius, rechts St. Maria darstellend. Die Kanzel aus Holz ist eines der wenigen barocken Ausstattungsstücke, die in den Münsteraner Pfarrkirchen verblieben sind, und ist das bedeutendste von allen. Sie wurde von Laienbruder Stephan nach Entwürfen von Johann Conrad Schlaun geschnitzt und zeigt die Übergabe der Ordensregel an den hl. Franziskus unter einem geschnitzten, verästelten, den Kanzelkorb umfassenden Eichenbaum. Der Schalldeckel ist als von Engeln gehaltenes Tuch ausgearbeitet. Die Kirchenbänke gehören zur Neueinrichtung um 1850, weisen jedoch keine dezidiert historistischen Stilmerkmale auf. Die Wand- und Deckenmalerei, u. a. von Joseph Anton Nikolaus Settegast und Dominik Mosler nach Entwürfen des Edward von Steinle, thematisiert die Eucharistie und deren alttestamentliche Vorbilder, wie zum Beispiel das Opfer Abrahams. Der Renaissance-Taufstein von 1557 ist aus der alten Pfarrkirche übernommen. Auch aus der alten Pfarrkirche stammt die kleine St.-Josefs-Glocke (1690) im Dachreiter. Eine kleine Statue des hl. Ägidius französischer Herkunft ergänzt die Ausstattung. In der Marienkapelle befindet sich noch eine Pietà, in der Ölbergkapelle die namensgebende Figurengruppe; beide aus dem 19. Jahrhundert. In der Ölbergkapelle – nicht in der Kirche – sind auch die Kreuzwegstationen angebracht. An der Südinnenseite des Langhauses der Kirche ist eine Darstellung Tod des hl. Josef.
Der Zelebrationsaltar aus weißem Marmor von 1983 zeigt auf seiner Vorderseite den wiederkommenden Christus auf der Weltkugel.

### Orgel

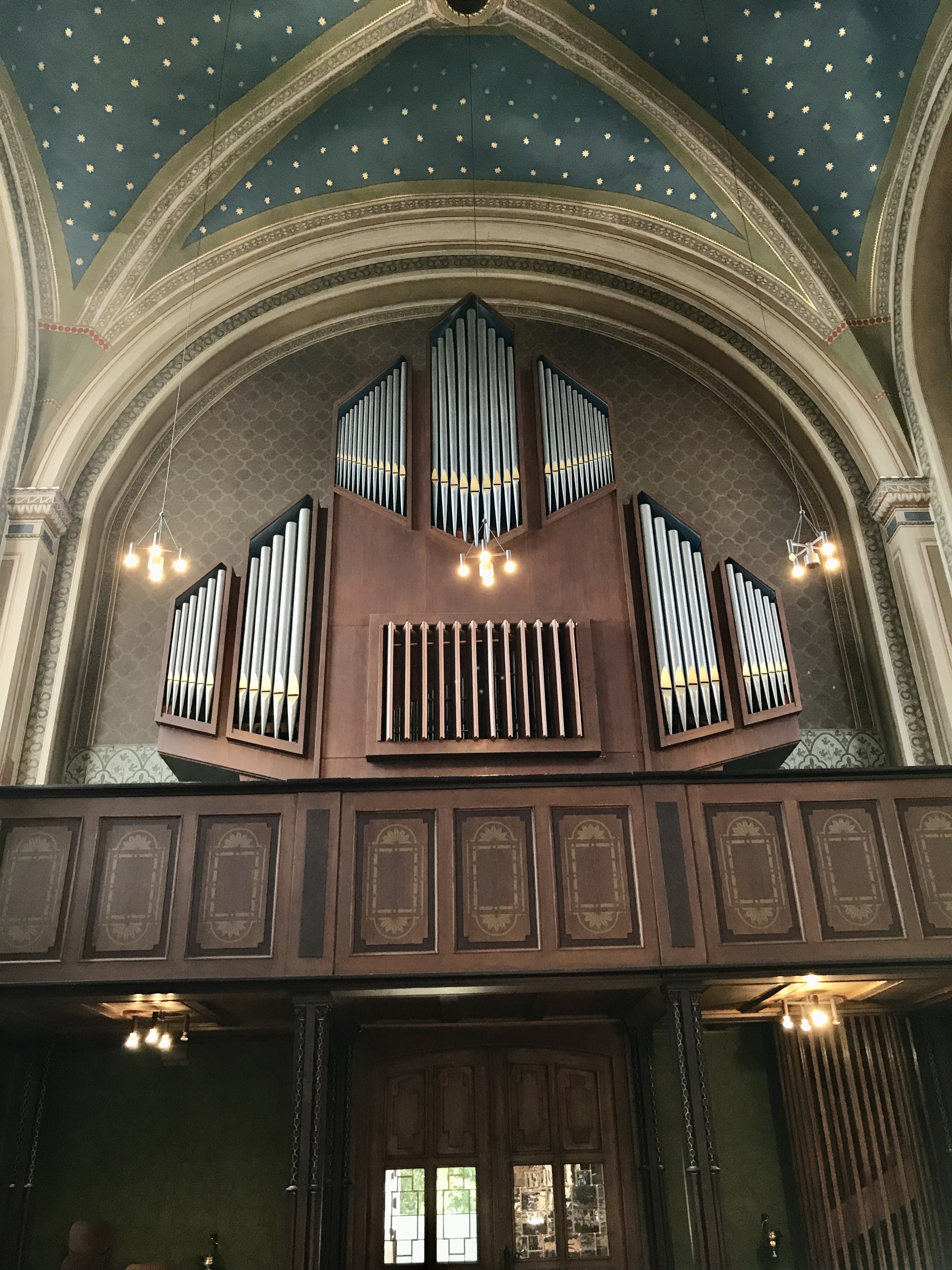
Orgelprospekt

1811 befand sich in der Kapuzinerkirche eine kleine Orgel, die mit dem übrigen Inventar versteigert wurde. Als Ersatz wurde 1823 aus der Pfarrkirche Kinderhaus eine Schleifladenorgel des Orgelbauers Caspar Melchior Vorenweg übernommen.
| II Hauptwerk C–f3 |                |     |
| 1.                | Praestant      | 8′  |
| 2.                | Bordun         | 16′ |
| 3.                | Gedackt        | 8′  |
| 4.                | Viola di Gamba | 8′  |
| 5.                | Oktave         | 4′  |
| 6.                | Oktave         | 2′  |
| 7.                | Mixtur III     |     |
| 8.                | Zimbel II      |     |
| 9.                | Trompete       | 8′  |

| II Positiv C–f3 |                 |    |
| 10.             | Praestant       | 4′ |
| 11.             | Hohlflöte       | 8′ |
| 12.             | Quintatön       | 8′ |
| 13.             | Flauto dolce    | 4′ |
| 14.             | Octav           | 2′ |
| 15.             | Glockenspiel II |    |
| 16.             | Braccio         | 8‘ |

| Pedal C–f1 |         |     |
| 17.        | Subbass | 16′ |
| 18.        | Violon  | 8′  |
| 19.        | Octav   | 4′  |
| 20.        | Posaune | 16′ |

- Koppeln

Die heutige Orgel auf der Westempore wurde 1969 von dem Orgelbauer Emanuel Kemper & Sohn (Lübeck) erbaut, unter Wiederverwendung von Teilen der Vorgängerorgel, die 1890 von Friedrich Fleiter (Münster) erbaut worden war. Das Schleifladen-Instrument hat 22 Register auf zwei Manualen und Pedal. Die Spieltrakturen und Registertrakturen sind mechanisch. Der Spieltisch ist dreimanualig angelegt: das I. Manual ist ein Koppelmanual.
| II Hauptwerk C–g3 |              |       |
| 1.                | Prinzipal    | 8′    |
| 2.                | Flöte        | 8′    |
| 3.                | Oktave       | 4′    |
| 4.                | Gedackt      | 4′    |
| 5.                | Waldflöte    | 2′    |
| 6.                | Mixtur IV-VI | 1 ⁄3′ |
| 7.                | Dulzian      | 16′   |
| 8.                | Trompete     | 8′    |

| III Brust-Schwellwerk C–g3 |                |       |
| 9.                         | Gedackt        | 8′    |
| 10.                        | Rohrflöte      | 4′    |
| 11.                        | Prinzipal      | 2′    |
| 12.                        | Quinte         | 1 ⁄3′ |
| 13.                        | Sesquialter II | 2 ⁄3′ |
| 14.                        | Scharff IV     | 1′    |
| 15.                        | Schalmey       | 8′    |
|                            | Tremulant      |       |

| Pedal C–f1 |            |       |
| 16.        | Subbass    | 16′   |
| 17.        | Oktavbass  | 8′    |
| 18.        | Gedackt    | 8′    |
| 19.        | Quintade   | 4′    |
| 20.        | Bassflöte  | 2′    |
| 21.        | Mixtur III | 2 ⁄3′ |
| 22.        | Posaune    | 16′   |

- Koppeln: II/P, III/P

### Glocken
Im Turm der Aegidii-Kirche hing bis zum Zweiten Weltkrieg ein dreistimmiges Geläut mit klassizistischen Verzierungen aus dem Jahr 1834. Von diesem Geläut ist keine Glocke erhalten. Im Jahre 1961 wurde ein neues dreistimmiges Geläut aufgehängt.
| Glocke | Gussjahr | Gießer                            | Durchmesser | Masse  | Schlagton (HT-1⁄16) |
| ------ | -------- | --------------------------------- | ----------- | ------ | ------------------- |
| 1      | 1961     | Petit & Gebr. Edelbrock (Gescher) | 840 mm      | 354 kg | b′+ 3               |
| 2      | 1961     | Petit & Gebr. Edelbrock (Gescher) | 650 mm      | 150 kg | d″+ 3               |
| 3      | 1961     | Petit & Gebr. Edelbrock (Gescher) | 544 mm      | 98 kg  | f″+ 3               |

## Verschiedenes
Das Kirchengebäude ist nur vor, während und nach den Gottesdienstzeiten zugänglich und bleibt ansonsten geschlossen. Unregelmäßig öffnet die Kirche auch im Sommer an Samstagnachmittagen.